# Eucratopsis crassimanus
Eucratopsis crassimanus är en kräftdjursart som först beskrevs av James Dwight Dana 1852.  Eucratopsis crassimanus ingår i släktet Eucratopsis och familjen Panopeidae. Inga underarter finns listade i Catalogue of Life.